# استارونادیروو
استارونادیروو (انگلیسی: Staronadyrovo) یک شهرک در شهرستان ایلیشفسکی استان باشقیرستان کشور روسیه است.